# Bas van de Goor
Sebastiaan Jacques Henri „Bas“ van de Goor (* 4. September 1971 in Oss) ist ein ehemaliger niederländischer Volleyballspieler.

## Karriere
Bas van de Goor spielte zwischen 1991 und 2000 295-mal für die niederländische Nationalmannschaft. Er nahm an zwei Olympischen Spielen teil und gewann 1996 in Atlanta die Goldmedaille. Weitere Glanzpunkte waren der Gewinn der Weltliga 1996 und der Sieg bei der Europameisterschaft 1997 im eigenen Land.
Auf Vereinsebene war Bas van de Goor 16 Jahre lang auf höchstem Niveau aktiv, davon acht Jahre in seiner Heimat bei Dynamo Apeldoorn und acht Jahre in der italienischen „Serie A1“ bei Pallavolo Modena und bei Sisley Treviso. Dabei gewann er zahlreiche nationale und internationale Wettbewerbe, u. a. viermal die niederländische und dreimal die italienische Meisterschaft sowie dreimal die europäische Champions League.
Nach seiner Zeit als Aktiver war Bas van de Goor 2005/06 technischer Direktor bei Dynamo Apeldoorn. Seit 2013 ist er Tourdirektor im Beachvolleyball für die FIVB World Tour in den Niederlanden und für die Weltmeisterschaft 2015.
Bas van de Goor wurde mehrfach als „Wertvollster Spieler“ (MVP), „Bester Angreifer“ etc. ausgezeichnet. Er wurde 2018 in die „Volleyball Hall of Fame“ aufgenommen.

## Privates
Bas van de Goor lebt in Apeldoorn zusammen mit seiner Freundin und vier Kindern. Sein jüngerer Bruder Mick ist ebenfalls ehemaliger Volleyballnationalspieler. Seit 2003 leidet Bas van de Goor an Diabetes. Er gründete 2006 die „Bas van de Goor Foundation“. 2016/17 war er an Lymphdrüsenkrebs erkrankt.